# 욕정

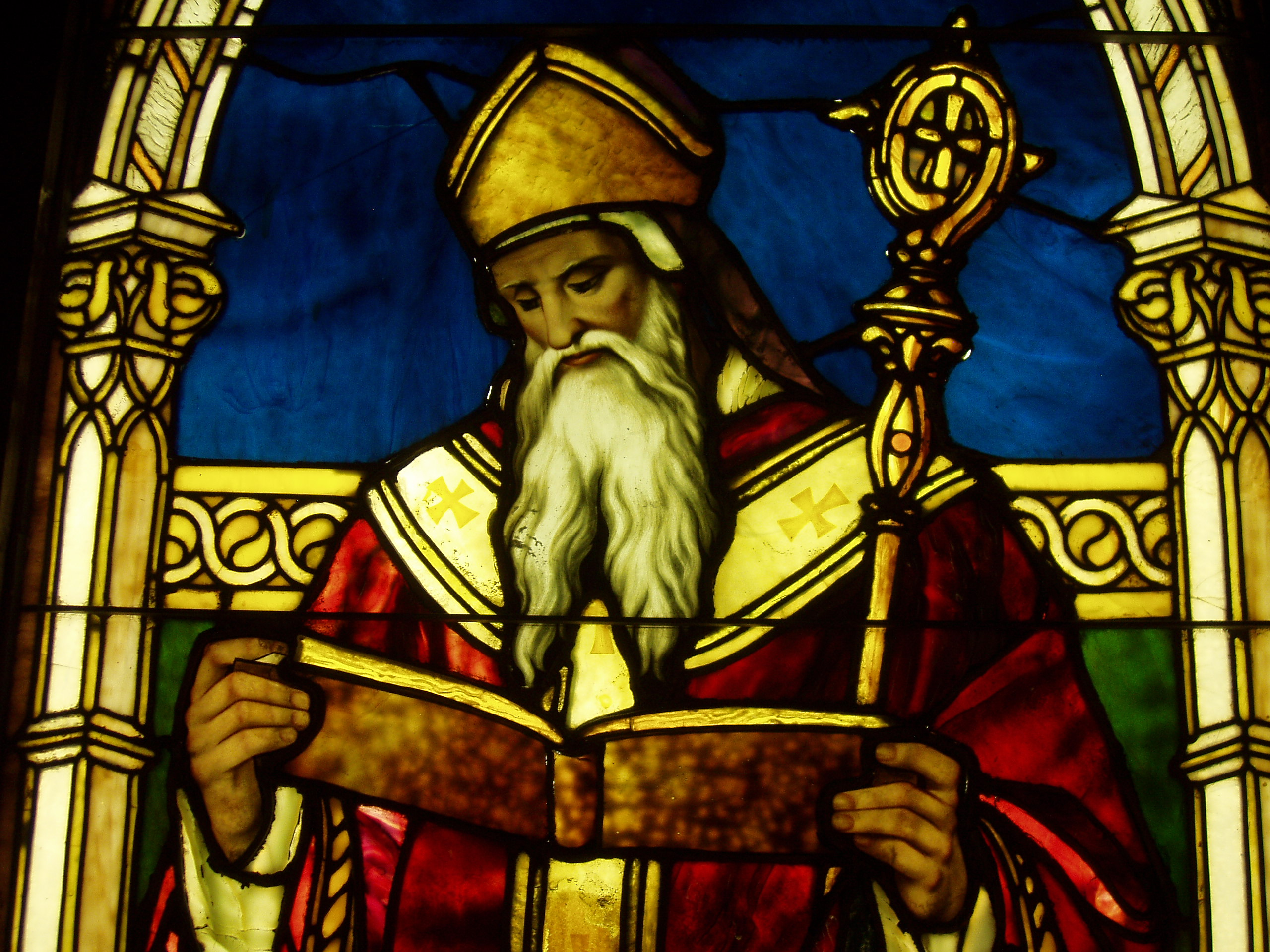
성어거스틴의 티파니 창문, 어거스틴은 쓴 욕정이라는 말은 죄많은 욕망을 뜻하였다.

욕정(영어: Concupiscence, 라틴어: concupiscere)은 열정적이지만 보통 육체적인 욕망의 시작과 과정을 나타내는 말이다.  아우구스티누스의 고백록 (아우구스티누스)에서 쓰였으며, 킹 제임스 성경에는 세 번 등장한다.  헬라어인 에피뚜미아를 영어로 번역한 것으로 신약성경에서 서른 여덟 번 등장한다.

## 아우구스티누스
아우구스티누스는 아담의 죄가 욕정으로 후대에 전해졌다고 주장하였고, 이것이 의지의 자유를 약화시킨 결과를 가져왔다고 주장하였다.  그의 용도는 형이상학적인 것이지, 심리학적인 의미가 아니였다. 그는 욕정이 존재하는 것이 아닌, 하나의 나쁜 품질, 또는 선의 결핍으로 보았다.  그는 성적인 욕정 (리비도)이 낙원에서 완전한 인간의 상태에서 존재할 수 있다고 보았다.  

## 펠라기우스
4세기 수도사인 펠라기우스는 이 욕정이란 개념을 부정하고 유대인의 개념을 수용함으로, 인류의 보편적인 은혜의 필요성을 부정하였다.

## 로마 가톨릭교회와 개신교의 차이
로마 가톨릭교회는 죄가 자발성이 있을 때에만 죄책이 존재한다고 가르치는 반면, 개신교에서는 자발성이 없어도 죄책이 가능함을 주장한다.  또한 일부 개신교에서는 욕정이 죄의 주요 형태이고, 죄임을 정의하면서, 죄의 행동을 인류의 죄의 본성으로 봄으로 욕정을 구별하고 있다.

## 같이 보기
- 육 (신학)
- 성욕
- 선행적 은혜
- 칠죄종